# Фінал Кубка Стенлі 2013

Фінал Кубка Стенлі 2013 (англ. Stanley Cup Finals) — 120-й загалом фінал Кубка Стенлі та сезону 2012—2013 у НХЛ між командами Чикаго Блекгокс та Бостон Брюїнс. Фінальна серія стартувала 12 червня в Чикаго, а фінішувала 24 червня в Бостоні. 
У регулярному чемпіонаті «Брюїнс» фінішував четвертим в Східній конференції набравши 62 очка, а «чорні яструби» посіли перше місце в Західній конференції з 77 очками.
Це перший фінал оригінальної шістки з 1979, а також перший фінал між цими клубами. Для чикагців це дванадцятий фінал і в активі клубу чотири перемоги, а для бостонців дев'ятнадцятий фінал і шість перемог в активі. 
У фінальній серії перемогу здобули «Чикаго Блекгокс» 4:2. Приз Кона Сміта (найкращого гравця фінальної серії) отримав нападник «Блекгокс» Патрік Кейн. Ця перемога для чикагців стала другою за останні чотири роки, вони здобули Кубок Стенлі в 2010. Ця серія відзначилась трьома матчами в яких було зіграно овертайми, причому в першому матчі команди провели аж три додаткових періоди, щоб виявити переможця.

## Шлях до фіналу
| Західна конференція     |          |                    |                   |                                        |
| Стадія                  | Суперник | Суперник           | Загальний рахунок | Результати матчів                      |
| Чвертьфінал конференції | 8        | Міннесота Вайлд    | 4 : 1             | 2:1 (ОТ), 5:2, 2:3 (ОТ), 3:0, 5:1      |
| Півфінал конференції    | 7        | Детройт Ред Вінгз  | 4 : 3             | 4:1, 1:4, 1:3, 0:2, 4:1, 4:3, 2:1 (ОТ) |
| Фінал конференції       | 5        | Лос-Анджелес Кінгс | 4 : 1             | 2:1, 4:2, 1:3, 3:2, 4:3 (2ОТ)          |

| Східна конференція      |          |                    |                   |                                             |
| Стадія                  | Суперник | Суперник           | Загальний рахунок | Результати матчів                           |
| Чвертьфінал конференції | 5        | Торонто Мейпл Ліфс | 4 : 3             | 4:1, 2:4, 5:2, 4:3 (ОТ), 1:2, 1:2, 5:4 (ОТ) |
| Півфінал конференції    | 6        | Нью-Йорк Рейнджерс | 4 : 1             | 3:2 (ОТ), 5:2, 2:1, 4:3 (ОТ), 3:1           |
| Фінал конференції       | 1        | Піттсбург Пінгвінс | 4 : 0             | 3:0, 6:1, 2:1 (2ОТ), 1:0                    |

## Арени
| Чикаго            | Юнайтед-центр Ті-Ді-Гарденclass=notpageimage\| Арени фіналу Кубка Стенлі 2013 | Бостон            |
| Юнайтед-центр     | Юнайтед-центр Ті-Ді-Гарденclass=notpageimage\| Арени фіналу Кубка Стенлі 2013 | Ті-Ді-Гарден      |
| Місткість: 19 717 | Юнайтед-центр Ті-Ді-Гарденclass=notpageimage\| Арени фіналу Кубка Стенлі 2013 | Місткість: 17 565 |
|                   | Юнайтед-центр Ті-Ді-Гарденclass=notpageimage\| Арени фіналу Кубка Стенлі 2013 |                   |

## Серія
| 12 червня 2013 19:00 | Чикаго Блекгокс | 4 : 3 (ОТ) (0:1, 1:1, 2:1, 0:0, 0:0, 1:0) | Бостон Брюїнс | Юнайтед-центр, Чикаго Глядачів: 22 110 |

| Протокол                                                                         | Протокол      | Протокол                                                        | Протокол    | Протокол |
| -------------------------------------------------------------------------------- | ------------- | --------------------------------------------------------------- | ----------- | -------- |
|                                                                                  | Корі Кроуфорд | Голкіпери                                                       | Туукка Раск |          |
| Брендон Саад (23:08) Дейв Болланд (48:00) Джонні Одуя (52:14) Ендрю Шоу (112:08) |               | Мілан Лучич (13:11) Мілан Лучич (20:51) Патріс Бержерон (46:09) |             |          |
| 2 хв.                                                                            | Вилучення     | 4 хв.                                                           |             |          |
| 63                                                                               | Кидки         | 54                                                              |             |          |

| 15 червня 2013 19:00 | Чикаго Блекгокс | 1 : 2 (ОТ) (1:0, 0:1, 0:0, 0:1) | Бостон Брюїнс | Юнайтед-центр, Чикаго Глядачів: 22 154 |

| Протокол            | Протокол      | Протокол                                | Протокол    | Протокол |
| ------------------- | ------------- | --------------------------------------- | ----------- | -------- |
|                     | Корі Кроуфорд | Голкіпери                               | Туукка Раск |          |
| Патрік Шарп (11:22) |               | Кріс Келлі (34:58) Даніель Пайє (73:48) |             |          |
| 4 хв.               | Вилучення     | 6 хв.                                   |             |          |
| 34                  | Кидки         | 28                                      |             |          |

| 17 червня 2013 20:00 | Бостон Брюїнс | 2 : 0 (0:0, 2:0, 0:0) | Чикаго Блекгокс | Ті-Ді-Гарден, Бостон Глядачів: 17 565 |

| Протокол                                     | Протокол    | Протокол  | Протокол      | Протокол |
| -------------------------------------------- | ----------- | --------- | ------------- | -------- |
|                                              | Туукка Раск | Голкіпери | Корі Кроуфорд |          |
| Даніель Пайє (22:13) Патріс Бержерон (34:05) |             |           |               |          |
| 17 хв.                                       | Вилучення   | 15 хв.    |               |          |
| 35                                           | Кидки       | 28        |               |          |

| 19 червня 2013 20:00 | Бостон Брюїнс | 5 : 6 (ОТ) (1:1, 3:2, 1:2, 0:1) | Чикаго Блекгокс | Ті-Ді-Гарден, Бостон Глядачів: 17 565 |

| Протокол | Протокол    | Протокол | Протокол      | Протокол |
| --- | ----------- | --- | ------------- | -------- |
| | Туукка Раск | Голкіпери | Корі Кроуфорд |          |
| Річ Певерлі (14:43) Мілан Лучич (34:43) Патріс Бержерон (37:22) Патріс Бержерон (42:05) Джонні Бойчук (52:14) |             | Міхал Гандзуш (6:48) Джонатан Тейвз (26:33) Патрік Кейн (28:41) Маркус Крюгер (35:32) Патрік Шарп (51:19) Брент Сібрук (69:51) |               |          |
| 8 хв. | Вилучення   | 12 хв. |               |          |
| 33 | Кидки       | 47 |               |          |

| 22 червня 2013 19:00 | Чикаго Блекгокс | 3 : 1 (1:0, 1:0, 1:1) | Бостон Брюїнс | Юнайтед-центр, Чикаго Глядачів: 22 274 |

| Протокол                                                     | Протокол      | Протокол           | Протокол    | Протокол |
| ------------------------------------------------------------ | ------------- | ------------------ | ----------- | -------- |
|                                                              | Корі Кроуфорд | Голкіпери          | Туукка Раск |          |
| Патрік Кейн (17:27) Патрік Кейн (25:13) Дейв Болланд (59:46) |               | Здено Хара (43:40) |             |          |
| 4 хв.                                                        | Вилучення     | 8 хв.              |             |          |
| 31                                                           | Кидки         | 25                 |             |          |

| 24 червня 2013 20:00 | Бостон Брюїнс | 2 : 3 (1:0, 0:1, 1:2) | Чикаго Блекгокс | Ті-Ді-Гарден, Бостон Глядачів: 17 565 |

| Протокол                              | Протокол    | Протокол                                                         | Протокол      | Протокол |
| ------------------------------------- | ----------- | ---------------------------------------------------------------- | ------------- | -------- |
|                                       | Туукка Раск | Голкіпери                                                        | Корі Кроуфорд |          |
| Кріс Келлі (7:19) Мілан Лучич (52:11) |             | Джонатан Тейвз (24:24) Браєн Бікелл (58:44) Дейв Болланд (59:01) |               |          |
| 4 хв.                                 | Вилучення   | 8 хв.                                                            |               |          |
| 25                                    | Кидки       | 31                                                               |               |          |

| Володар Кубка Стенлі 2013    |
| ---------------------------- |
| Чикаго Блекгокс п'ятий титул |

## Володар Кубка Стенлі
| Володар Кубка Стенлі: Чикаго Блекгокс | Воротарі: Корі Кроуфорд, Рей Емері Захисники: Шелдон Брукбенк, Ніклас Яльмарссон, Данкан Кіт, Нік Ледді, Джонні Одуя, Міхал Розсівал, Брент Сібрук Нападники: Браєн Бікелл, Дейв Болланд, Брендон Болліг, Деніел Карчілло, Міхаел Фролик, Міхал Гандзуш, Маріан Госса, Патрік Кейн, Маркус Крюгер, Джамал Меєрс, Брендон Саад, Патрік Шарп, Ендрю Шоу, Бен Сміт, Віктор Сталберг, Джонатан Тейвз (К) Головний тренер: Джоел Кенневілль Генеральний менеджер: Стен Боумен |